# Vinings
Vinings – jednostka osadnicza w Stanach Zjednoczonych, w stanie Georgia, w hrabstwie Cobb.